# Nephodia conjunctiva
Nephodia conjunctiva là một loài bướm đêm trong họ Geometridae.